# Bostar (comandant d'Hispània)
Bostar fou un general cartaginès del segle III aC.
Àsdrubal el va nomenar comandant en cap de les forces cartagineses a Hispània l'any 217 aC, amb l'ordre d'impedir que les tropes romanes manades per Gneu Corneli Escipió Calvus poguessin creuar l'Iberus (Ebre). Al no poder impedir l'avançament dels romans, Bostar es va retirar a Sagunt, on hi havia els ostatges que les diferents ciutats d'Hispània havien entregat als cartaginesos. Allí Abelox, que era partidari en secret dels romans, el va convèncer d'alliberar els ostatges amb l'excusa que aquest acte li asseguraria la lleialtat dels pobles d'Hispània. Tot just després d'alliberar els ostatges, Abelox el va entregar traïdorament als romans. La seva sort final es desconeix i encara que alguns pensen que va ser el governador de Càpua nomenat per Hannó el 211 aC, també podria ser un altre Bostar que va viure a la mateixa època.